# Francesco Savini
Francesco Savini (Teramo, 19 giugno 1846 – Selva dei Colli di Mosciano Sant'Angelo, 6 novembre 1940) è stato uno storico, archeologo, bibliografo e paleografo italiano, nonché studioso di numismatica ed araldica.
Le sue indagini, condotte ad ampio raggio, riguardarono anche la storia giuridica, la storia dell'arte e la linguistica con particolare riferimento al dialetto abruzzese. A lui è oggi intitolato il Museo archeologico Francesco Savini nella città di Teramo e la scuola media Francesco Savini, sempre nella città di Teramo.

## Biografia
Nacque da Domenico (1810 - 1889) e Rosa Rozzi (1827 - 1850), da una ricca famiglia della borghesia agraria teramana.  La nonna paterna Barbara Palma era sorella dello storico teramano Nicola.
Al centro del suo interesse fu la storia medievale e l'area geografica alla quale rivolse la sua attenzione fu l'Abruzzo teramano, sempre considerato in relazione ai più ampi contesti politico-amministrativi nei quali di volta in volta quel territorio venne a trovarsi.  Grazie ai notevoli mezzi economici che aveva a disposizione poté autofinanziare ambiziosi programmi di ricerca e pubblicazioni, sempre affidate a tipografi scelti tra i migliori d'Italia, come i romani Forzani prima e Bardi poi, entrambi tipografi del Senato, o i fiorentini Ricci e Barbera. La bibliografia dei suoi scritti è imponente e conta più di 160 tra volumi, saggi e articoli, prodotti nell'arco di circa sessant'anni.

Dal 1950 le sue spoglie sono state traslate nel mausoleo a lui dedicato, sito all'interno della chiesa di San Domenico in Teramo.

### La formazione

Ritratto di Francesco Savini

Aveva percorso l'itinerario formativo in solitudine, con insegnanti privati, e senza alcuna preoccupazione di conseguire titoli di studio ufficiali. L'interesse per la ricerca storica sembra essere sorta in lui all'inizio degli anni Settanta dell'Ottocento. Dopo un periodo di preparazione iniziò a pubblicare nel 1881 quando era poco più che trentacinquenne. A questa data infatti dette alle stampe il suo primo volume su I signori di Melatino, (Firenze, Ricci, 1881, pp. XI-426 con numerose illustrazioni), dopo il quale continuò a scrivere, in proprio o per varie riviste, con grande regolarità fin quasi al compimento dei novant'anni.
Vasta diffusione ebbero i suoi scritti che furono letti e citati da Gaetano Salvemini, dal gesuita Pietro Tacchi Venturi, che di lui scrisse su La Civiltà Cattolica, e, soprattutto, da Benedetto Croce che “in uno dei volumi della Letteratura della Nuova Italia... guardò con attenzione a Francesco Savini, e lo pose accanto ad altri autori di opere dedicate all'Abruzzo medievale”, ma con un apprezzamento tutto particolare  “per l'attenzione, - ricorda Ludovico Gatto - la continuità, la grande messe di produzione, la varietà degli intenti molteplici nella loro unità, con cui lungo un intero sessantennio si accostò alle vicende abruzzesi e segnatamente alle teramane”. Lo stesso Croce, con lo pseudonimo di Don Ferrante, lo recensì più volte sul periodico “Napoli nobilissima”.

### Savini archivista e bibliografo
Notevole l'impegno profuso dall'autore nel campo della bibliografia e dell'archivistica.
Savini riservò infatti speciale cura alla pubblicazione dei più significativi documenti di volta in volta recuperati negli archivi da lui visitati. 
Quando nel 1905 don Giovanni Muzj, giovane responsabile dell'archivio diocesano di Teramo, riscoprì il perduto Cartulario della chiesa aprutina, a lui si rivolse per lo studio del documento. Cinque anni impiegò Savini per trascrivere e commentare quella importante raccolta di documenti altomedievali (datati dall'876 al 1178), studio che gli procurò apprezzamento e notorietà fra l'intera comunità degli storici italiani ed europei.
Savini trascrisse e commentò numerosi documenti civili e religiosi, dagli Statuti teramani del 1440, al Liber Censualis del Capitolo aprutino, ai documenti del Monastero di San Giovanni, e a tutti gli altri rinvenuti non solo presso gli archivi locali ma anche presso l'Archivio Segreto Vaticano e l'Archivio dell'Abbazia di Montecassino.

### Savini archeologo
L'attività di Savini non si limitò alla ricerca archivistica. Fu presidente della Commissione provinciale per la tutela dei monumenti fin dal 1908, anno di istituzione di questo importante organo dello Stato. Si interessò di tutti gli scavi effettuati in Provincia di Teramo tra la fine dell'800 e la fine degli anni Trenta. Studiò soprattutto il Teatro e l'Anfiteatro romani e, per primo, identificò correttamente i resti dei due edifici che in precedenza, sulla scia del Campano, erano stati scambiati l'uno per l'altro; studiò la “Domus” romana rinvenuta proprio sotto il suo palazzo e riportò alla luce il “Mosaico del leone”, poi divenuto una delle immagini più rappresentative dell'Abruzzo e di Teramo in particolare. Seguì personalmente gli scavi sull'area dell'Antica cattedrale di Santa Maria Aprutiensis, “costruita sulla casa – scrive don Giulio Di Francesco – dove a Teramo si era formata la prima comunità cristiana”.

### I restauri delle chiese

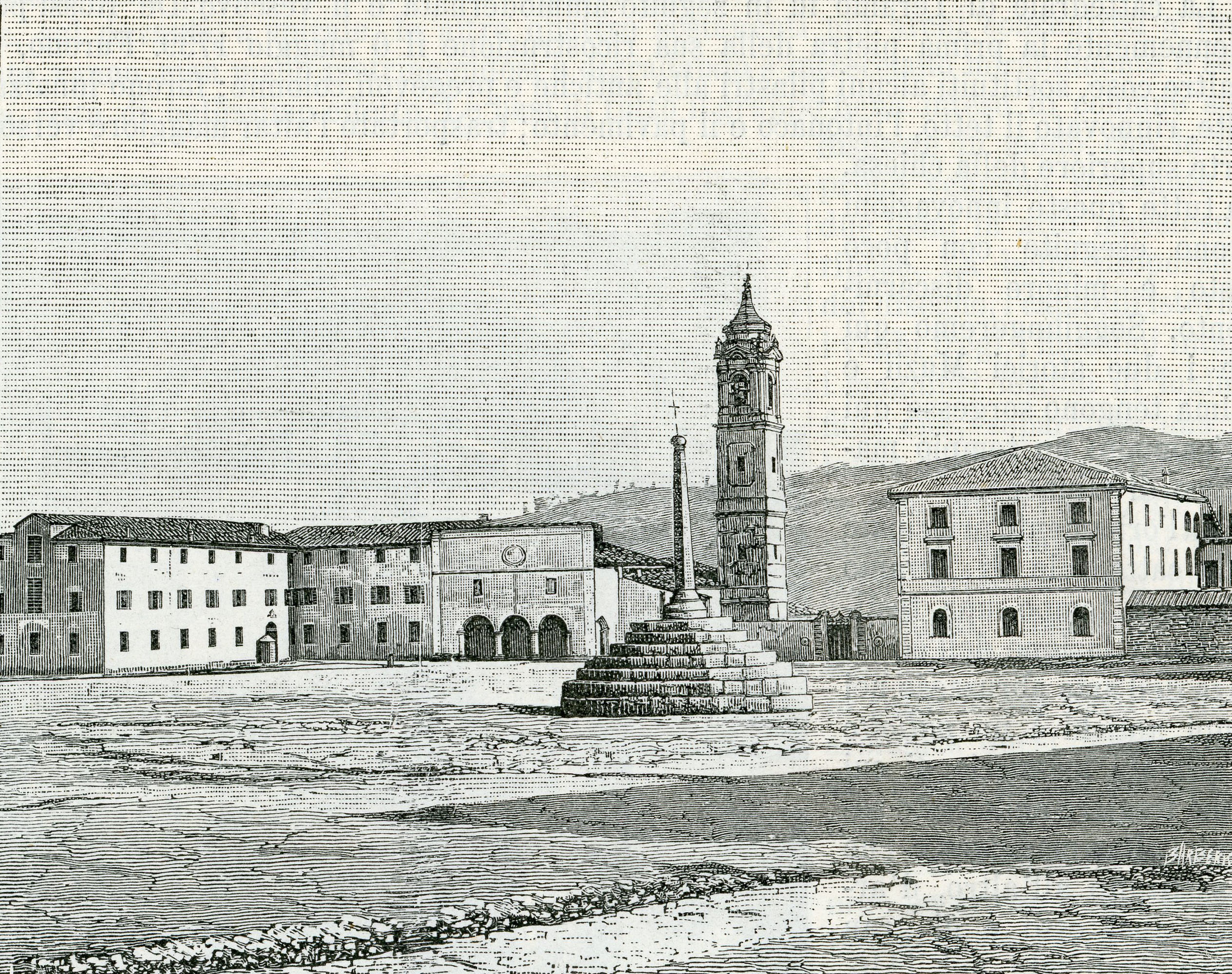
Largo della Fiera e chiesa della Madonna delle Grazie (ex Sant'Angelo delle donne) come si presentava alla fine dell'800

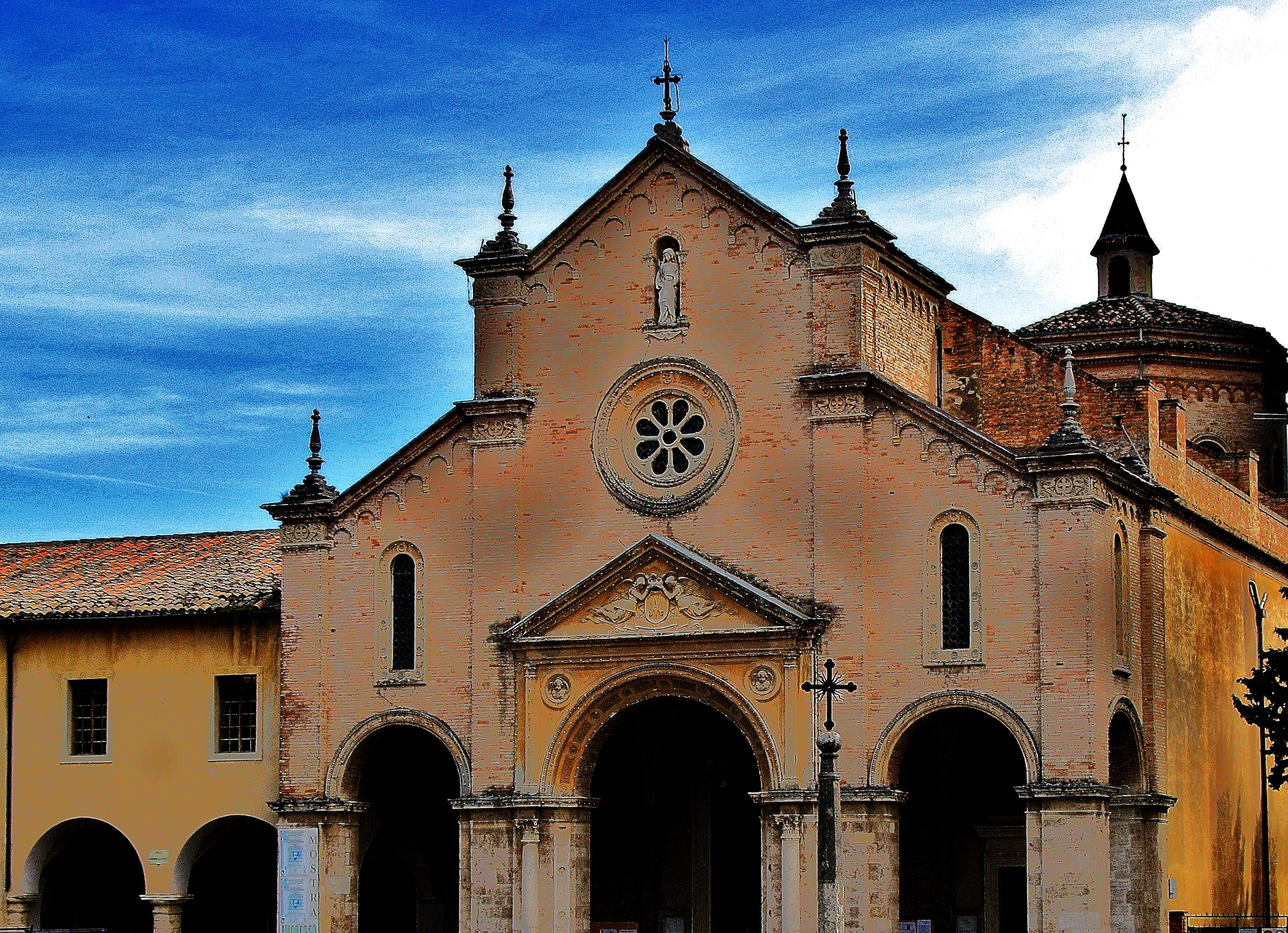
La facciata del santuario della Madonna delle Grazie oggi

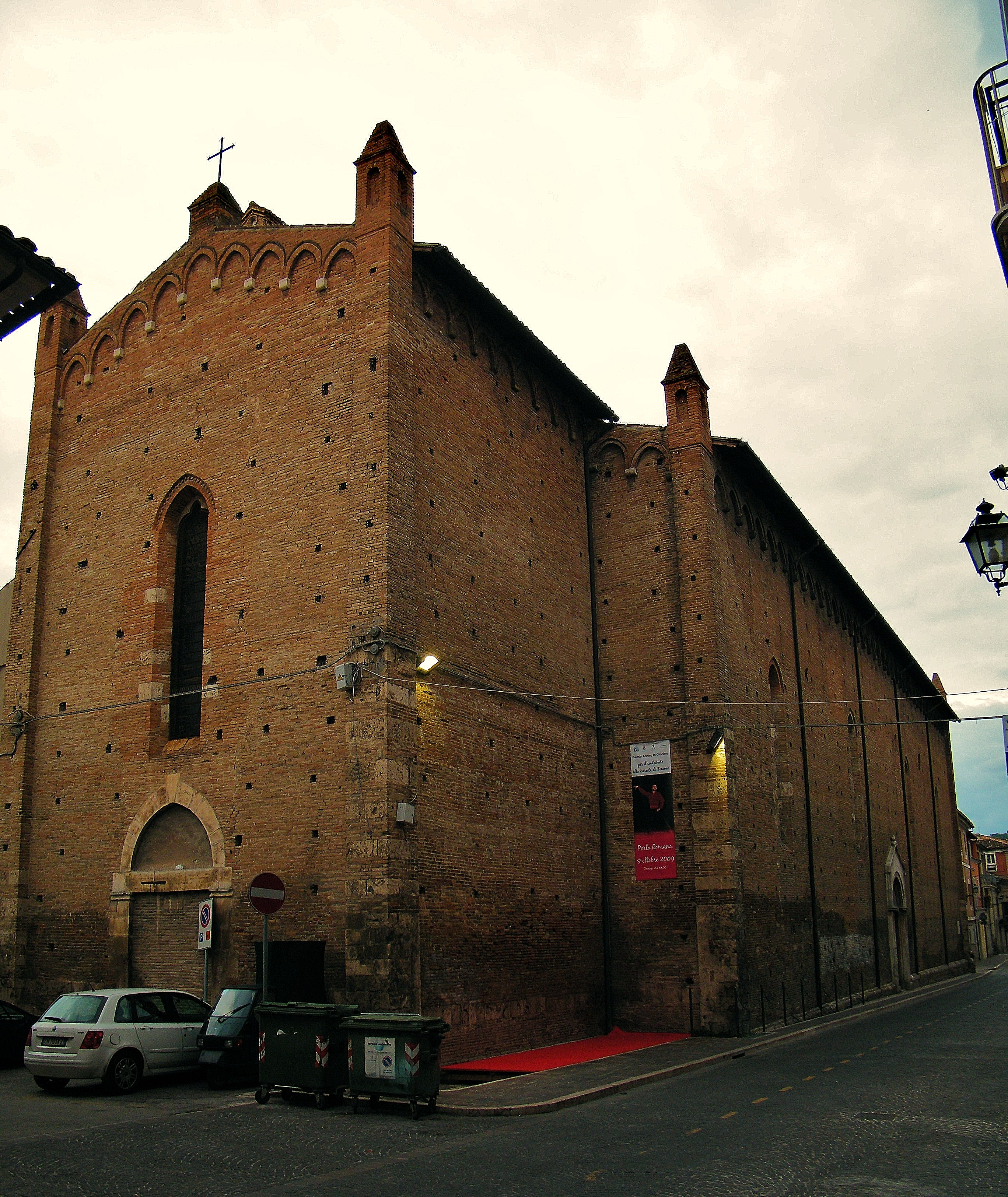
Chiesa di San Domenico di Teramo, dopo i restauri di Savini

Nel corso della sua vasta e multiforme attività si occupò dei restauri di tre importanti Chiese teramane: la Chiesa e Convento della Madonna delle Grazie (1900), il Duomo di Teramo (1926), la chiesa di San Domenico (1931). In tutte queste situazioni Savini si trovò coinvolto in accese polemiche relative ai criteri da seguire. Non va nascosto che a Savini si rimproverano oggi le scelte operate in questi interventi, che furono sostanzialmente distruttivi, a vantaggio non di “riscoperte” ma di vere e proprie ricostruzioni del tutto arbitrarie, come evidenzia Francesco Tentarelli in un recente saggio: 
conclude Tentarelli che 

### Savini storico
Resta tuttavia intatto il valore del “Savini storico”: basta scorrere la bibliografia redatta da Raffaele Aurini nel 1958 per il terzo volume del Dizionario della Gente d'Abruzzo, per rendersi conto della varietà degli argomenti trattati dal Savini che scrisse di araldica, di numismatica, di dialettologia, di storia dell'arte. Pubblicò saggi e articoli su numerose riviste: “Rivista storica italiana”; “Rivista abruzzese di scienze, lettere ed arti”; “Bullettino della Deputazione abruzzese di Storia patria”; “Archivio storico per le province napoletane”; “Notizie degli scavi di antichità”; “Archivio storico italiano”, oltre ai numerosi giornali e periodici di ambito locale.

### Ruolo pubblico di Francesco Savini
Da non trascurare neppure il ruolo pubblico rivestito da Francesco Savini nel corso di una lunghissima esistenza, non tanto come politico, ruolo che certo non gli era molto congeniale quanto come pubblico amministratore, sempre attento ai problemi della sua città. In questo Savini proseguiva una tradizione della propria famiglia, che aveva dato a Teramo tre sindaci, tra i quali il padre (Domenico) ed il nonno (Sigismondo) di Francesco.  Fu presidente della Congrega di Carità, l'organo che gestiva la sanità pubblica; fu consigliere e assessore comunale e in questa veste si occupò della istituzione del Museo civico e della Pinacoteca; difese l'integrità territoriale della Provincia di Teramo prima, nel 1891, di fronte alla soppressione - poi scongiurata - della Prefettura, prevista dalla riforma Crispi e poi, nel 1927, quando invano cercò di impedire lo smembramento del territorio teramano in favore della nuova Provincia di Pescara.

### Lo studio dell'opera di Savini
Pubblicazioni, convegni e giornate di studio, promosse e organizzate dal “Centro abruzzese di ricerche storiche” insieme a una vasta Mostra documentaria, realizzata dalla Biblioteca provinciale Melchiorre Dèlfico di Teramo e dal locale Archivio di Stato, hanno fatto negli anni scorsi il punto sull'opera di Francesco Savini. Si è potuto rivisitare e aggiornare la bibliografia degli scritti, anche attraverso la riscoperta di tutta una serie di “contributi minori”, note e interventi pubblicati sulla stampa locale. Resta invece da raccogliere e sistemare la vastissima bibliografia critica che Raffaele Aurini aggiornò fino al 1956 ma che negli anni successivi si è moltiplicata.
La città di Teramo, in ricordo di Savini, gli ha dedicato una strada,  realizzata negli anni 70 con gli sventramenti dell'area di piazza del Carmine, e il Museo civico archeologico, allestito nel palazzo Savini.

## Opere
Per la consultazione di un più completo elenco delle opere di Francesco Savini si rimanda a Raffaele Aurini, Dizionario bibliografico della gente d'Abruzzo.

### Scritti in volume
- I signori di Melatino. Notizie storico critiche … , Firenze, Ricci, 1881, pp. XI-426 con tavole.
- Statuti del Comune di Teramo del 1440. Testo originale, Firenze, Barbera, 1889, pp. 238;
- Sugli Statuti teramani del 1440. Studio, Firenze, Barbera, 1889, pp. VII,264;
- Il comune teramano nella sua vita intima e pubblica dai più antichi tempi ai moderni[3], Roma, Forzani. 1895, pp. XX, 612, con numerose tavole; (rist. anastatica a cura di Domenico Maria Savini, per iniziativa della Cassa di Risparmio della Provincia di Teramo, Roma, Vivarelli & Gullà, 1967);
- S. Maria Aprutiensis ovvero l'antica Cattedrale di Teramo. Studio storico artistico…, Roma, Forzani, 1898, pp. 112 (le foto sono di Ernesto Aurini); (rist. anastatica a cura del Rotary Club di Teramo: Colledara, Teramo, Andromeda editrice, 1999);
- Il Duomo di Teramo. Storia e descrizione…, Roma, Forzani, 1900, pp. 176 con appendice di tavole fototipiche (foto di Ernesto Aurini); (rist. anastatica a cura del Rotary Club di Teramo: Colledara, Teramo, Andromeda editrice, 2000); tra gli scritti lasciati da Savini inediti nell'archivio di famiglia, si segnala una Appendice al Duomo di Teramo, manoscritto del 1929 di pp. 62 numerate;
- Il Liber Censualis del 1348 del Capitolo Aprutino. Testo originale pubblicato con note, indici e fac-simile, Roma, Forzani, 1901, pp. 116, con tavole;
- La contea di Apruzio e i suoi conti: storia teramana dell'Alto Medioevo, corredata di 30. documenti, di un fac-simile e di una carta storico-topografica, Roma, Forzani, 1905, VIII, 271 e tavole, (rist. anastatica: Ancona, Tipografia artigiana, 1990);
- Gli edifizii teramani nel medio evo. Studio tecnico-storico, Roma, Forzani, 1907 (le foto sono di Ernesto Aurini); (rist. anastatica a cura della Cassa di Risparmio della provincia di Teramo, S. Atto di Teramo, Edigrafital, 1973; rist. anastatica a cura del Rotary Club di Teramo: Colledara, Teramo, Andromeda editrice, 2000);
- Il Cartulario della Chiesa Teramana. Codice latino in pergamena del sec. XII dell'Archivio Vescovile di Teramo, Roma, Forzani, 1910; pp. LX, 161, con tavole;
- Septem Dioeceses Aprutienses Medii Aevii in Vaticano Tabulario. Notiziae ad Dioeceses, Adriensem, Aprutinam, Aquilensem, Marsicanam, Pennensem, Theatinam et Valvensem pertinentes ex Vaticano Tabulario excerptae ac singillatim et iuxta chronologicum ordinem concinnatae, Romae, ex Offic. Typ. Senatus [Forzani], 1912, pp. VIII-590;
- Bullarium Capituli Aprutini Saeculorum XIII e XIV ex Codice cartaceo autographo in ipsius collegii tabulario Terami servato, Romae, ex Offic. Typ. Senatus, MCMXIV, pp. VII, 233;
- Le famiglie feudali della Regione Teramana nel Medioevo, Roma, G. Bardi, 1917, pp. VIII, 255;
- Le Famiglie del Teramano. Notizie storiche sommarie tratte dai documenti e dalle croniche, Roma, G. Bardi, 1927, pp. VIII, 286;

### Articoli e saggi
Elenco provvisorio:
- Uno sguardo alla storia municipale di Teramo, in “Rivista abruzzese di scienze lettere ed arti”, I (1886), fasc.III, pp. 97-105;
- Di un nuovo Vescovo Teramano rivelatoci da un atto inedito del secolo XIII, in "Rivista Abruzzese di scienze lettere ed arti", I (1886), fasc. VI, pp. 241-247;
- La vita municipale di Teramo nel sec. XVI studiata in un registro di atti comunali degli anni 1552-54, in "Bollettino della Società di Storia Patria L. A. Antinori negli Abruzzi", Aquila, I (1889), pp. 133-158;
- Hatria-Atri di Luigi Sorricchio, recensione del primo volume dell'opera dello storico atriano pubblicata nel 1912 sulla Rivista Storica Italiana, pagg. 281 - 290. L'articolo, molto critico in alcuni punti, provocò un dibattito tra i due storici che vide la pubblicazione tra il 1912 ed il 1913 di un articolo di Savini e due di Sorricchio sulla "Rivista abruzzese di scienze, lettere ed arti";
- Per i restauri del Duomo, in “Il Solco”, 15 agosto 1926 [con uno stralcio relativo alla delibera della Commissione per la tutela dei monumenti” e una lettera aperta di Savini, in risposta alle opinioni espresse da don Gaetano Cicioni.]
- A proposito dei restauri del Duomo. Una lettera del comm. Savini, in “Il Popolo abruzzese”, 21 agosto 1926;
- Affreschi quattrocenteschi scoperti e restaurati a San Domenico, [lettera di Francesco Savini], in Il Solco, 26 ottobre 1930;
- La lapide cinquecentesca di casa Corradi in Teramo riscoperta nel 1931, in "Il Solco", n.3 del 17 gennaio 1932;
- Degli stemmi e dei gonfaloni di Teramo e dei suoi quattro quartieri, in Il Giornale d'Italia, 7 settembre 1933, pagina “Cronaca dell'Abruzzo”; e anche in “Teramo. Bollettino del comune”, …